# Psalidomyrmex
Psalidomyrmex is een geslacht van mieren uit de onderfamilie van de Ponerinae (Oermieren).

## Soorten
- P. feae Menozzi, 1922
- P. foveolatus André, 1890
- P. procerus Emery, 1901
- P. reichenspergeri Santschi, 1913
- P. sallyae Bolton, 1975
- P. wheeleri Santschi, 1923